# 张夫人 (刘宋)
张夫人（4世纪？—426年），中國南朝宋時期皇族女性，為南朝宋武帝的夫人，生宋少帝及義興恭長公主。

## 生平
张夫人出身不詳，刘裕建国前嫁给他为妾。于406年生下刘裕长子刘义符。刘裕因为人过中年才有了这第一个儿子，非常高兴。永初元年，她被封為夫人，由于刘裕嫡妻臧爱亲在建国前已死，实际上为后宫最尊贵者。
少帝即位後，有司奏上尊號為皇太后，居於長樂宮。少帝被徐羨之廢去之後，张夫人被迫歸還璽紱，隨居吳郡。宋文帝元嘉元年，封為營陽國太妃，元嘉三年薨逝。

## 延伸阅读
[在维基数据编辑]
 《南史·卷11》，出自李延壽《南史》